# Copa Campeones de América 1961
Die Copa Campeones de América 1961 war die zweite Auflage des wichtigsten südamerikanischen Fußballwettbewerbs für Vereinsmannschaften. 9 Mannschaften nahmen teil, darunter 8 Landesmeister des Vorjahres und aus Brasilien der Gewinner des Pokalwettbewerbs, der Taça Brasil, da dort noch keine nationale Meisterschaft ausgetragen wurde. Einzig Venezuela hatte keinen Vertreter am Start. Das Turnier begann am 2. April und endete am 11. Juni 1961 mit dem Finalrückspiel.

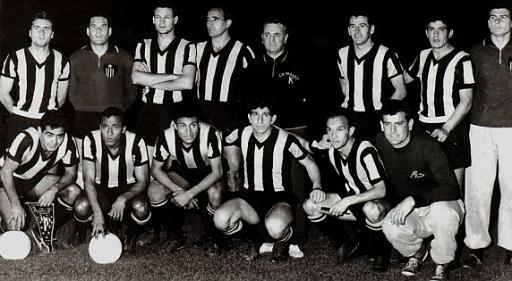
Die Siegermannschaft von Peñarol Montevideo

Der Titelverteidiger Peñarol Montevideo konnte sich im Finale gegen SE Palmeiras aus Brasilien durchsetzen und gewann erneut den Titel.

## 1. Runde
|                        | Gesamt |                         | Hinspiel | Rückspiel |
| ---------------------- | ------ | ----------------------- | -------- | --------- |
| Independiente Santa Fe | 5:2    | Barcelona Sporting Club | 3:0      | 2:2       |

## Viertelfinale
|                        | Gesamt    |                           | Hinspiel | Rückspiel |
| ---------------------- | --------- | ------------------------- | -------- | --------- |
| CSD Colo-Colo          | 4:6       | Club Olimpia              | 2:5      | 2:1       |
| Peñarol Montevideo     | 5:2       | Universitario de Deportes | 5:0      | 0:2       |
| CA Independiente       | 0:3       | Palmeiras São Paulo       | 0:2      | 0:1       |
| Independiente Santa Fe | (L)3:3(L) | Club Jorge Wilstermann    | 3:2      | 0:1       |

## Halbfinale
|                        | Gesamt |                     | Hinspiel | Rückspiel |
| ---------------------- | ------ | ------------------- | -------- | --------- |
| Independiente Santa Fe | 3:6    | Palmeiras São Paulo | 2:2      | 1:4       |
| Peñarol Montevideo     | 5:2    | Club Olimpia        | 3:1      | 2:1       |

## Finale

### Hinspiel
| Peñarol Montevideo                                       | Peñarol Montevideo | Palmeiras São Paulo | Palmeiras São Paulo |
| -------------------------------------------------------- | --- | --- | ------------------- |
| Peñarol Montevideo                                       | \| 4. Juni 1961 in Montevideo, Uruguay (Estadio Centenario) \| \| Ergebnis: 1:0 (0:0) \| \| Zuschauer: 64.376 \| \| Schiedsrichter: José Luis Praddaude ( Argentinien) \|                                   | \| 4. Juni 1961 in Montevideo, Uruguay (Estadio Centenario) \| \| Ergebnis: 1:0 (0:0) \| \| Zuschauer: 64.376 \| \| Schiedsrichter: José Luis Praddaude ( Argentinien) \|                                   | Palmeiras São Paulo |
| Peñarol Montevideo                                       | Luis Maidana – William Martínez, Núber Cano, Edgardo González, Roberto Matosas – Wálter Aguerre, Luis Cubilla – Ernesto Ledesma, Alberto Spencer, José Sasía, Juan Víctor Joya Cheftrainer: Roberto Scarone | Waldir de Moraes – Waldemar Carabina, Aldemar Santos, Djalma Santos – Zequinha, Geraldo da Silva – Júlio Botelho, Humberto Tozzi, Geraldo Scotto, Chinesinho, José Romeiro Cheftrainer: Armando Renganeschi | Palmeiras São Paulo |
| Peñarol Montevideo                                       | 1:0 Alberto Spencer (89.) | | Palmeiras São Paulo |
| 4. Juni 1961 in Montevideo, Uruguay (Estadio Centenario) | | |                     |
| Ergebnis: 1:0 (0:0)                                      | | |                     |
| Zuschauer: 64.376                                        | | |                     |
| Schiedsrichter: José Luis Praddaude ( Argentinien)       | | |                     |

### Rückspiel
| Palmeiras São Paulo                                         | Palmeiras São Paulo | Peñarol Montevideo | Peñarol Montevideo |
| ----------------------------------------------------------- | --- | --- | ------------------ |
| Palmeiras São Paulo                                         | \| 11. Juni 1961 in São Paulo, Brasilien (Estádio do Pacaembu) \| \| Ergebnis: 1:1 (0:1) \| \| Zuschauer: 50.000 \| \| Schiedsrichter: José Luis Praddaude ( Argentinien) \|                                  | \| 11. Juni 1961 in São Paulo, Brasilien (Estádio do Pacaembu) \| \| Ergebnis: 1:1 (0:1) \| \| Zuschauer: 50.000 \| \| Schiedsrichter: José Luis Praddaude ( Argentinien) \|                                | Peñarol Montevideo |
| Palmeiras São Paulo                                         | Waldir de Moraes – Waldemar Carabina, Aldemar Santos, Djalma Santos – Zequinha, Geraldo da Silva – Júlio Botelho, José Romeiro (?. Nardo), Geraldo Scotto, Chinesinho, Gildo Cheftrainer: Armando Renganeschi | Luis Maidana – William Martínez, Núber Cano, Edgardo González, Roberto Matosas – Wálter Aguerre, Luis Cubilla – Ernesto Ledesma, Alberto Spencer, José Sasía, Juan Víctor Joya Cheftrainer: Roberto Scarone | Peñarol Montevideo |
| Palmeiras São Paulo                                         | 1:1 Nardo (70.) | 0:1 José Francisco Sasía (5.) | Peñarol Montevideo |
| 11. Juni 1961 in São Paulo, Brasilien (Estádio do Pacaembu) | | |                    |
| Ergebnis: 1:1 (0:1)                                         | | |                    |
| Zuschauer: 50.000                                           | | |                    |
| Schiedsrichter: José Luis Praddaude ( Argentinien)          | | |                    |